# Distrito electoral de Grant (condado de Red Willow, Nebraska)
Grant (en inglés: Grant Precinct) es un distrito electoral ubicado en el condado de Red Willow en el estado estadounidense de Nebraska. En el Censo de 2010 tenía una población de 23 habitantes y una densidad poblacional de 0,25 personas por km².

## Geografía
Grant se encuentra ubicado en las coordenadas 40°2′41″N 100°42′10″O / 40.04472, -100.70278. Según la Oficina del Censo de los Estados Unidos, Grant tiene una superficie total de 90.47 km², de la cual 90.47 km² corresponden a tierra firme y (0%) 0 km² es agua.

## Demografía
Según el censo de 2010, había 23 personas residiendo en Grant. La densidad de población era de 0,25 hab./km². De los 23 habitantes, Grant estaba compuesto por el 100% blancos, el 0% eran afroamericanos, el 0% eran amerindios, el 0% eran asiáticos, el 0% eran isleños del Pacífico, el 0% eran de otras razas y el 0% pertenecían a dos o más razas. Del total de la población el 0% eran hispanos o latinos de cualquier raza.